# Drozdovi
Drozdovi (lat. Turdidae) su porodica ptica koja pripada redu vrapčarki (Passeriformes). Nalaze se na svim kontinentima osim na Antarktiku. U Evropi živi 14 vrsta. Nastanjuju šumovita područja. Najčešće su sive ili smeđe boje, a krila su srednje veličine i obojena su jarkim bojama. Rep ima dvanaest pera. Veliki su 14,5 – 33 cm, a teški 21-178 g. Većina vrsta jako lepo peva. U Srbiji se pojavljuju ko retki gosti,koji dolaze iz udaljenih krajeva, ponekad iz najistočnijih delova Sibira.

## Razmnožavanje
Drozdovi su monogamni, ali se pare i sa drugim jednikama ako se ukaže prilika. Gnezdo najčešće prave od sitnih grančica. Staništa gnezda najčešće su drveća, grmovi i špilje. U gnezdu se nalazi 2-5 jaja. Mladi se izlegu slepi, bez perja i ne mogu da lete. Oba roditelja pomažu u podizanju mladih.Nakon 14-16 dana inkubacije mladi se izlegu, a tri nedelje kasnije sposobni su za letenje. Par nedelja nakon izleganja počinje mitarenje, tako da su spremni za zimski period.

## Prehrambene navike i rasprostranjivanje semena
Drozdovi jedu raznoliku i lako dostupnu hranu. Većinom jedu gliste, larve, tvrdokrilce i druge insekte. Neki drozdovi jedu velike količine voća i raznih semena. Potom probave neoštećene semenke, pomoću čega se rasprostranjuju neke biljke. Ove ptice rasprostranjuju seme imele na drugi način. Seme im se zalepi za perje, pa dođu na neko drvo da ga očiste. Seme pada na granu i nakon nekog vremena naraste nova imela.

## Status zaštite
| Kritično ugroženi    | 7 vrsta  |
| Ugroženi             | 5 vrsta  |
| Osetljivi            | 18 vrsta |
| Najmanja zabrinutost | 22 vrste |
| Nedovoljno podataka  | 3 vrste  |
| Izumrli              | 3 vrste  |

Većina od oko 300 vrsta drozdova koje pripadaju 54 roda su sigurne i zaštićene.